# Jason Mraz/Diskografie
Diese Diskografie ist eine Übersicht über die musikalischen Werke des US-amerikanischen Singer-Songwriters Jason Mraz. Den Schallplattenauszeichnungen zufolge hat er bisher mehr als 43,2 Millionen Tonträger verkauft, davon alleine in seiner Heimat über 33,5 Millionen. Seine erfolgreichste Veröffentlichung ist die Single I’m Yours mit über 18,6 Millionen verkauften Einheiten.

## Alben

### Studioalben
| Jahr | Titel Musiklabel                                           | Höchstplatzierung, Gesamtwochen, AuszeichnungChartplatzierungen (Jahr, Titel, Musiklabel, Platzierungen, Wochen, Auszeichnungen, Anmerkungen) | Höchstplatzierung, Gesamtwochen, AuszeichnungChartplatzierungen (Jahr, Titel, Musiklabel, Platzierungen, Wochen, Auszeichnungen, Anmerkungen) | Höchstplatzierung, Gesamtwochen, AuszeichnungChartplatzierungen (Jahr, Titel, Musiklabel, Platzierungen, Wochen, Auszeichnungen, Anmerkungen) | Höchstplatzierung, Gesamtwochen, AuszeichnungChartplatzierungen (Jahr, Titel, Musiklabel, Platzierungen, Wochen, Auszeichnungen, Anmerkungen) | Höchstplatzierung, Gesamtwochen, AuszeichnungChartplatzierungen (Jahr, Titel, Musiklabel, Platzierungen, Wochen, Auszeichnungen, Anmerkungen) | Anmerkungen                                                  |
| Jahr | Titel Musiklabel                                           | DE | AT | CH | UK | US | Anmerkungen                                                  |
| ---- | ---------------------------------------------------------- | --- | --- | --- | --- | --- | ------------------------------------------------------------ |
| 2002 | Waiting for My Rocket to Come Elektra Records (WMG)        | — | — | — | — | US55 Platin · (56 Wo.)US | Erstveröffentlichung: 15. Oktober 2002 Verkäufe: + 1.000.000 |
| 2005 | Mr. A-Z Atlantic Records (WMG)                             | — | — | — | — | US5 Gold · (9 Wo.)US | Erstveröffentlichung: 26. Juli 2005 Verkäufe: + 500.000      |
| 2008 | We Sing. We Dance. We Steal Things. Atlantic Records (WMG) | DE14 Gold · (33 Wo.)DE | AT4 (17 Wo.)AT | CH12 Platin · (63 Wo.)CH | UK8 Platin · (44 Wo.)UK | US3 ×4Vierfachplatin · (99 Wo.)US | Erstveröffentlichung: 12. Mai 2008 Verkäufe: + 5.610.000     |
| 2012 | Love Is a Four Letter Word Atlantic Records (WMG)          | DE12 (4 Wo.)DE | AT6 (8 Wo.)AT | CH4 (15 Wo.)CH | UK2 Gold · (13 Wo.)UK | US2 Platin · (34 Wo.)US | Erstveröffentlichung: 13. April 2012 Verkäufe: + 1.612.500   |
| 2014 | Yes! Atlantic Records (WMG)                                | DE22 (3 Wo.)DE | AT32 (1 Wo.)AT | CH8 (7 Wo.)CH | UK18 (2 Wo.)UK | US2 (12 Wo.)US | Erstveröffentlichung: 11. Juli 2014 Verkäufe: + 40.000       |
| 2018 | Know. Atlantic Records (WMG)                               | DE27 (2 Wo.)DE | AT24 (1 Wo.)AT | CH14 (3 Wo.)CH | UK46 (1 Wo.)UK | US9 (3 Wo.)US | Erstveröffentlichung: 10. August 2018                        |
| 2020 | Look for the Good Interrabang (BMG)                        | — | — | CH77 (1 Wo.)CH | — | — | Erstveröffentlichung: 19. Juni 2020                          |
| 2023 | Mystical Magical Rhythmical Radical Ride Interrabang (BMG) | — | — | CH100 (1 Wo.)CH | — | — | Erstveröffentlichung: 23. Juni 2023                          |

### Livealben
| Jahr | Titel Musiklabel                                                                 | Höchstplatzierung, Gesamtwochen, AuszeichnungChartplatzierungen (Jahr, Titel, Musiklabel, Platzierungen, Wochen, Auszeichnungen, Anmerkungen) | Höchstplatzierung, Gesamtwochen, AuszeichnungChartplatzierungen (Jahr, Titel, Musiklabel, Platzierungen, Wochen, Auszeichnungen, Anmerkungen) | Höchstplatzierung, Gesamtwochen, AuszeichnungChartplatzierungen (Jahr, Titel, Musiklabel, Platzierungen, Wochen, Auszeichnungen, Anmerkungen) | Höchstplatzierung, Gesamtwochen, AuszeichnungChartplatzierungen (Jahr, Titel, Musiklabel, Platzierungen, Wochen, Auszeichnungen, Anmerkungen) | Höchstplatzierung, Gesamtwochen, AuszeichnungChartplatzierungen (Jahr, Titel, Musiklabel, Platzierungen, Wochen, Auszeichnungen, Anmerkungen) | Anmerkungen                            |
| Jahr | Titel Musiklabel                                                                 | DE | AT | CH | UK | US | Anmerkungen                            |
| ---- | -------------------------------------------------------------------------------- | --- | --- | --- | --- | --- | -------------------------------------- |
| 2001 | Live at Java Joe’s Selbstverlag                                                  | — | — | — | — | — | Erstveröffentlichung: 30. August 2001  |
| 2002 | Sold Out (In Stereo) Selbstverlag                                                | — | — | — | — | — | Erstveröffentlichung: 21. März 2002    |
| 2004 | Tonight, Not Again: Jason Mraz Live at the Eagles Ballroom Elektra Records (WMG) | — | — | — | — | US49 (4 Wo.)US | Erstveröffentlichung: 24. August 2004  |
| 2007 | Selections for Friends Atlantic Records (WMG)                                    | — | — | — | — | — | Erstveröffentlichung: 13. Februar 2007 |
| 2009 | Jason Mraz’s Beautiful Mess: Live on Earth Atlantic Records (WMG)                | — | — | — | — | US35 (2 Wo.)US | Erstveröffentlichung: 6. November 2009 |

### EPs
| Jahr | Titel Musiklabel                                             | Höchstplatzierung, Gesamtwochen, AuszeichnungChartplatzierungen (Jahr, Titel, Musiklabel, Platzierungen, Wochen, Auszeichnungen, Anmerkungen) | Höchstplatzierung, Gesamtwochen, AuszeichnungChartplatzierungen (Jahr, Titel, Musiklabel, Platzierungen, Wochen, Auszeichnungen, Anmerkungen) | Höchstplatzierung, Gesamtwochen, AuszeichnungChartplatzierungen (Jahr, Titel, Musiklabel, Platzierungen, Wochen, Auszeichnungen, Anmerkungen) | Höchstplatzierung, Gesamtwochen, AuszeichnungChartplatzierungen (Jahr, Titel, Musiklabel, Platzierungen, Wochen, Auszeichnungen, Anmerkungen) | Höchstplatzierung, Gesamtwochen, AuszeichnungChartplatzierungen (Jahr, Titel, Musiklabel, Platzierungen, Wochen, Auszeichnungen, Anmerkungen) | Anmerkungen                            |
| Jahr | Titel Musiklabel                                             | DE | AT | CH | UK | US | Anmerkungen                            |
| ---- | ------------------------------------------------------------ | --- | --- | --- | --- | --- | -------------------------------------- |
| 1999 | A Jason Mraz Demonstration Selbstverlag                      | — | — | — | — | — | Erstveröffentlichung: 19. Januar 1999  |
| 2001 | The E Minor EP in F (On Love, In Sadness) Selbstverlag       | — | — | — | — | — | Erstveröffentlichung: 25. Oktober 2001 |
| 2005 | Jimmy Kimmel Live: Jason Mraz Elektra Records (WMG)          | — | — | — | — | — | Erstveröffentlichung: 22. März 2005    |
| 2006 | Geekin’ Out Across the Galaxy Elektra Records (WMG)          | — | — | — | — | — | Erstveröffentlichung: 21. Februar 2006 |
| 2008 | iTunes Live: London Sessions Atlantic Records (WMG)          | — | — | — | — | — | Erstveröffentlichung: 17. März 2008    |
| 2008 | We Sing. Atlantic Records (WMG)                              | — | — | — | — | US101 (2 Wo.)US | Erstveröffentlichung: 18. März 2008    |
| 2008 | We Dance. Atlantic Records (WMG)                             | — | — | — | — | US52 (2 Wo.)US | Erstveröffentlichung: 15. April 2008   |
| 2009 | Yours Truly: The I’m Yours Collection Atlantic Records (WMG) | — | — | — | — | — | Erstveröffentlichung: 14. Juli 2009    |
| 2010 | Life Is Good Atlantic Records (WMG)                          | — | — | — | — | US39 (1 Wo.)US | Erstveröffentlichung: 4. Oktober 2010  |
| 2012 | Live Is a Four Letter Word Atlantic Records (WMG)            | — | — | — | — | US56 (1 Wo.)US | Erstveröffentlichung: 28. Februar 2012 |
| 2012 | iTunes Live from Hong Kong Atlantic Records (WMG)            | — | — | — | — | — | Erstveröffentlichung: 3. Juli 2012     |

## Singles

### Als Leadmusiker
| Jahr | Titel Album                                              | Höchstplatzierung, Gesamtwochen, AuszeichnungChartplatzierungen (Jahr, Titel, Album, Platzierungen, Wochen, Auszeichnungen, Anmerkungen) | Höchstplatzierung, Gesamtwochen, AuszeichnungChartplatzierungen (Jahr, Titel, Album, Platzierungen, Wochen, Auszeichnungen, Anmerkungen) | Höchstplatzierung, Gesamtwochen, AuszeichnungChartplatzierungen (Jahr, Titel, Album, Platzierungen, Wochen, Auszeichnungen, Anmerkungen) | Höchstplatzierung, Gesamtwochen, AuszeichnungChartplatzierungen (Jahr, Titel, Album, Platzierungen, Wochen, Auszeichnungen, Anmerkungen) | Höchstplatzierung, Gesamtwochen, AuszeichnungChartplatzierungen (Jahr, Titel, Album, Platzierungen, Wochen, Auszeichnungen, Anmerkungen) | Anmerkungen                                                                          |
| Jahr | Titel Album                                              | DE | AT | CH | UK | US | Anmerkungen                                                                          |
| --- | -------------------------------------------------------- | --- | --- | --- | --- | --- | ------------------------------------------------------------------------------------ |
| 2003 | You and I Both From the Cutting Room Floor               | — | — | — | — | US— GoldUS | Erstveröffentlichung: 2003 Verkäufe: + 500.000                                       |
| 2003 | The Remedy (I Won’t Worry) Waiting for My Rocket to Come | — | — | — | UK79 (1 Wo.)UK | US15 Platin · (28 Wo.)US | Erstveröffentlichung: 11. März 2003 Verkäufe: + 1.000.000                            |
| 2005 | Wordplay Mr. A-Z                                         | — | — | — | — | US81 (4 Wo.)US | Erstveröffentlichung: 29. Mai 2005                                                   |
| 2006 | Geek in the Pink Mr. A-Z                                 | — | — | — | — | — | Erstveröffentlichung: 6. März 2006                                                   |
| 2008 | I’m Yours We Sing. We Dance. We Steal Things.            | DE8 Gold · (30 Wo.)DE | AT2 Gold · (38 Wo.)AT | CH6 (70 Wo.)CH | UK11 ×5Fünffachplatin · (95 Wo.)UK | US6 ×3Diamant + Dreifachplatin · (76 Wo.)US                                                                                              | Erstveröffentlichung: 15. April 2008 · Verkäufe: + 18.670.000; US: Gold (Mastertone) |
| 2008 | Make It Mine We Sing. We Dance. We Steal Things.         | DE100 (1 Wo.)DE | — | — | UK82 (1 Wo.)UK | — | Erstveröffentlichung: 8. August 2008                                                 |
| 2009 | Lucky We Sing. We Dance. We Steal Things.                | DE22 (9 Wo.)DE | AT44 (7 Wo.)AT | CH21 (30 Wo.)CH | UK— SilberUK | US48 ×4Vierfachplatin · (20 Wo.)US | Erstveröffentlichung: 10. Januar 2009 Verkäufe: + 4.415.000; feat. Colbie Caillat    |
| 2012 | I Won’t Give Up Love Is a Four Letter Word               | DE73 (1 Wo.)DE | AT12 Gold · (22 Wo.)AT | CH28 Gold · (15 Wo.)CH | UK11 ×2Doppelplatin · (45 Wo.)UK | US8 ×6Sechsfachplatin · (44 Wo.)US | Erstveröffentlichung: 3. Januar 2012 Verkäufe: + 7.805.000                           |
| 2012 | The Freedom Song Love Is a Four Letter Word              | — | — | — | — | — | Erstveröffentlichung: 12. März 2012                                                  |
| 2012 | 93 Million Miles Love Is a Four Letter Word              | — | — | — | — | — | Erstveröffentlichung: 26. März 2012                                                  |
| 2012 | Everything Is Sound Love Is a Four Letter Word           | — | — | — | — | — | Erstveröffentlichung: 9. April 2012                                                  |
| 2013 | The Woman I Love Love Is a Four Letter Word              | — | — | — | — | — | Erstveröffentlichung: 4. März 2013                                                   |
| 2014 | Love Someone Yes!                                        | DE83 (1 Wo.)DE | — | CH55 (2 Wo.)CH | — | — | Erstveröffentlichung: 19. Mai 2014                                                   |
| 2018 | Have It All Know.                                        | — | — | — | — | US90 Platin · (1 Wo.)US | Erstveröffentlichung: 27. April 2018 Verkäufe: + 1.040.000                           |
| 2018 | Unlonely Know.                                           | — | — | — | — | — | Erstveröffentlichung: 14. Juni 2018                                                  |
| 2018 | Might as Well Dance Know.                                | — | — | — | — | — | Erstveröffentlichung: 6. Juli 2018                                                   |
| 2018 | More than Friends Know.                                  | — | — | — | — | — | Erstveröffentlichung: 27. Juli 2018 feat. Meghan Trainor                             |
| 2020 | Look for the Good                                        | — | — | — | — | — | Erstveröffentlichung: 17. April 2020                                                 |
| 2020 | Wise Woman Look for the Good                             | — | — | — | — | — | Erstveröffentlichung: 5. Mai 2020                                                    |
| 2020 | You Do You Look for the Good                             | — | — | — | — | — | Erstveröffentlichung: 29. Mai 2020 feat. Tiffany Haddish                             |
| 2020 | Disco Sun Mystical Magical Rhythmical Radical Ride       | — | — | — | — | — | Erstveröffentlichung: 7. August 2020 mit Raining June                                |
| 2024 | Love Is –                                                | — | — | — | — | — | Erstveröffentlichung: 2. Februar 2024 mit Ingrid Michaelson                          |
| Folgende Lieder erschienen nicht als Single, wurden aber durch das Album zum Download und Streaming bereitgestellt und konnten somit eine Platzierung erlangen: |                                                          | | | | | |                                                                                      |
| |                                                          | | | | | |                                                                                      |
| 2009 | If It Kills Me We Sing. We Dance. We Steal Things.       | — | — | — | — | US92 (1 Wo.)US | Charteinstieg: 2009                                                                  |
| 2020 | Mr. Curiosity Mr. A-Z                                    | DE44 (3 Wo.)DE | — | — | — | — | Charteintieg: 19. März 2020                                                          |

### Als Gastmusiker
| Jahr | Titel Album                                        | Höchstplatzierung, Gesamtwochen, AuszeichnungChartplatzierungen (Jahr, Titel, Album, Platzierungen, Wochen, Auszeichnungen, Anmerkungen) | Höchstplatzierung, Gesamtwochen, AuszeichnungChartplatzierungen (Jahr, Titel, Album, Platzierungen, Wochen, Auszeichnungen, Anmerkungen) | Höchstplatzierung, Gesamtwochen, AuszeichnungChartplatzierungen (Jahr, Titel, Album, Platzierungen, Wochen, Auszeichnungen, Anmerkungen) | Höchstplatzierung, Gesamtwochen, AuszeichnungChartplatzierungen (Jahr, Titel, Album, Platzierungen, Wochen, Auszeichnungen, Anmerkungen) | Höchstplatzierung, Gesamtwochen, AuszeichnungChartplatzierungen (Jahr, Titel, Album, Platzierungen, Wochen, Auszeichnungen, Anmerkungen) | Anmerkungen                                                                                |
| Jahr | Titel Album                                        | DE | AT | CH | UK | US | Anmerkungen                                                                                |
| ---- | -------------------------------------------------- | --- | --- | --- | --- | --- | ------------------------------------------------------------------------------------------ |
| 2009 | Let’s Get Lost –                                   | — | — | — | — | — | Erstveröffentlichung: 18. August 2009 Two Spot Gobi feat. Jason Mraz                       |
| 2010 | Love Love Love –                                   | — | — | — | — | — | Erstveröffentlichung: 12. Oktober 2010 Hope feat. Jason Mraz                               |
| 2013 | Everybody’s Got Somebody but Me Hunter Hayes       | — | — | — | — | US77 Gold · (9 Wo.)US | Erstveröffentlichung: 3. September 2013 Verkäufe: + 500.000; Hunter Hayes feat. Jason Mraz |
| 2013 | Rough Water –                                      | — | — | — | — | US82 (5 Wo.)US | Erstveröffentlichung: 9. September 2013 Travie McCoy feat. Jason Mraz                      |
| 2019 | Could I Love You Any More –                        | — | — | — | — | — | Erstveröffentlichung: 31. Mai 2019 Reneé Dominique feat. Jason Mraz                        |
| 2020 | Christmas Valentine Songs for the Season (Deluxe)  | — | — | — | — | — | Erstveröffentlichung: 6. November 2020 Ingrid Michaelson feat. Jason Mraz                  |
| 2021 | I Know What Love Is –                              | — | — | — | — | — | Erstveröffentlichung: 21. Januar 2021 mit Various Artists                                  |
| 2021 | À la vie comme à la mort Les p’tites jolies choses | — | — | — | — | — | Erstveröffentlichung: 26. November 2021 Joyce Jonathan feat. Jason Mraz                    |
| 2022 | Darling It’s Over Particles                        | — | — | — | — | — | Erstveröffentlichung: 2. Februar 2022 A Great Big World feat. Jason Mraz                   |

## Videoalben
| Jahr | Titel Musiklabel                                                  | Anmerkungen                                               |
| ---- | ----------------------------------------------------------------- | --------------------------------------------------------- |
| 2009 | Jason Mraz’s Beautiful Mess: Live on Earth Atlantic Records (WMG) | Erstveröffentlichung: 6. November 2009 Verkäufe: + 30.000 |

## Promoveröffentlichungen

### EPs
| Jahr | Titel Musiklabel                         | Anmerkungen                                                           |
| ---- | ---------------------------------------- | --------------------------------------------------------------------- |
| 2001 | From the Cutting Room Floor Selbstverlag | Erstveröffentlichung: 2001 Gratisbeigabe zum Album Live at Java Joe’s |
| 2005 | Extra Credit Atlantic Records (WMG)      | Erstveröffentlichung: 2005                                            |

### Promo-Singles
| Jahr | Titel Album                                    | Anmerkungen                                       |
| ---- | ---------------------------------------------- | ------------------------------------------------- |
| 2003 | Curbside Prophet Waiting for My Rocket to Come | Erstveröffentlichung: 2003                        |
| 2005 | Did You Get My Message? Mr. A-Z                | Erstveröffentlichung: 2005 feat. Rachael Yamagata |
| 2007 | The Beauty in Ugly Selections for Friends      | Erstveröffentlichung: 2007                        |
| 2008 | Butterfly We Sing. We Dance. We Steal Things.  | Erstveröffentlichung: 2008                        |

## Sonderveröffentlichungen

### Gastbeiträge
- 2014: I Am Alive (JJ Lin feat. Jason Mraz)

### Soundtrackbeiträge
- 2004: I Melt with You, auf dem Soundtrack des Films 50 erste Dates
- 2004: Summer Breeze, auf dem Soundtrack der TV-Serie Everwood
- 2004: Curbside Prophet, auf dem Soundtrack des Films Ein verrückter Tag in New York
- 2005: Shy That Way, mit Tristan Prettyman auf dem Album twentythree
- 2005: Good Old-Fashioned Lover Boy, auf dem Album Killer Queen: A Tribute to Queen
- 2005: Keep On Hoping, mit Raul Midón auf dem Album State of Mind
- 2005: A Hard Rain’s a-Gonna Fall, auf dem Album Listen to Bob Dylan: A Tribute
- 2005: Winter Wonderland, auf dem Album Sounds of the Seasons: the NBC Holiday Collection
- 2005: Dramatica Mujer, mit der Alex Cuba Band, auf dem Album Humo de Tabaco
- 2006: The Joker/Everything I Own, ein Duet auf dem Soundtrack des Films Happy Feet mit Chrissie Hynde
- 2006: Rainbow Connection, auf dem Album For the Kids Too
- 2007: Slummin’ in Paradise, Background-Vocals für Mandy Moore, auf dem Album Wild Hope
- 2007: Beauty in Ugly (Ugly Betty Version)
- 2008: Something to Believe In, mit Van Hunt und Jon McLaughlin, auf dem Album Randy Jackson’s Music Club, Vol. 1
- 2008: Long Road to Forgiveness (mit Brett Dennen, auf dem Album Songs for Survival)
- 2008: Silent Love Song, auf dem Album Fire Relief: A Benefit for the Victims of the 2007 San Diego Wildfires
- 2009: Chasing Liberty Who Needs Shelter
- 2010: Kickin’ with You aus dem Soundtrack des Films When in Rome
- 2010: Love Love Love, mit Hope

## Statistik

### Chartauswertung
|                     | DE    | AT    | CH    | UK    | US     |
| ------------------- | ----- | ----- | ----- | ----- | ------ |
| Nummer-eins-Alben   | DE—DE | AT—AT | CH—CH | UK—UK | US—US  |
| Top-10-Alben        | DE—DE | AT2AT | CH2CH | UK2UK | US5US  |
| Alben in den Charts | DE4DE | AT4AT | CH6CH | UK4UK | US12US |

|                       | DE    | AT    | CH    | UK    | US    |
| --------------------- | ----- | ----- | ----- | ----- | ----- |
| Nummer-eins-Singles   | DE—DE | AT—AT | CH—CH | UK—UK | US—US |
| Top-10-Singles        | DE1DE | AT1AT | CH1CH | UK—UK | US2US |
| Singles in den Charts | DE6DE | AT3AT | CH4CH | UK4UK | US9US |

### Auszeichnungen für Musikverkäufe
| Goldene Schallplatte - Belgien - 2009: für die Single I’m Yours - 2009: für das Album We Sing. We Dance. We Steal Things. - Brasilien - 2014: für das Album Love Is a Four Letter Word - 2023: für das Lied Look for the Good - Dänemark - 2013: für das Streaming I’m Yours - 2013: für das Streaming I Won’t Give Up - 2021: für die Single Lucky - Frankreich - 2012: für die Single I’m Yours - Irland - 2009: für das Album We Sing. We Dance. We Steal Things. - Italien - 2019: für die Single I Won’t Give Up - Japan - 2014: für die Single I’m Yours - 2015: für das Album We Sing. We Dance. We Steal Things. - Kanada - 2014: für das Album Yes! - 2019: für die Single Have It All - Mexiko - 2016: für die Single I Won’t Give Up - Neuseeland - 2019: für das Album Love Is a Four Letter Word - Niederlande - 2009: für das Album We Sing. We Dance. We Steal Things. - Portugal - 2009: für das Album We Sing. We Dance. We Steal Things. - Schweden - 2008: für die Single I’m Yours - 2008: für das Album We Sing. We Dance. We Steal Things. - Singapur - 2019: für das Album Love Is a Four Letter Word - Spanien - 2024: für die Single I Won’t Give Up - 2024: für die Single Lucky - Vereinigte Staaten - 2024: für das Lied Distance | Platin-Schallplatte - Australien - 2013: für die Single I Won’t Give Up - Brasilien - 2012: für das Videoalbum Beautiful Mess - Dänemark - 2020: für die Single I Won’t Give Up - Europa - 2009: für das Album We Sing. We Dance. We Steal Things. - Kanada - 2012: für das Album Love Is a Four Letter Word - 2023: für die Single Lucky - Mexiko - 2015: für die Single I’m Yours 2× Platin-Schallplatte - Australien - 2009: für das Album We Sing. We Dance. We Steal Things. - Dänemark - 2021: für das Album We Sing. We Dance. We Steal Things. - Neuseeland - 2025: für das Album We Sing. We Dance. We Steal Things. - 2025: für die Single Lucky - Singapur - 2019: für das Album We Sing. We Dance. We Steal Things. | 3× Platin-Schallplatte - Australien - 2010: für die Single I’m Yours - Dänemark - 2022: für die Single I’m Yours - Frankreich - 2013: für das Album We Sing. We Dance. We Steal Things. - Italien - 2019: für die Single I’m Yours - Kanada - 2012: für die Single I Won’t Give Up - Neuseeland - 2023: für die Single I Won’t Give Up 4× Platin-Schallplatte - Kanada - 2023: für das Album We Sing. We Dance. We Steal Things. - Norwegen - 2009: für die Single I’m Yours - Spanien - 2023: für die Single I’m Yours 7× Platin-Schallplatte - Neuseeland - 2024: für die Single I’m Yours Diamantene Schallplatte - Kanada - 2023: für die Single I’m Yours |

Anmerkung: Auszeichnungen in Ländern aus den Charttabellen bzw. Chartboxen sind in ebendiesen zu finden.
| Land/RegionAuszeichnungen für Musikverkäufe (Land/Region, Auszeichnungen, Verkäufe, Quellen) | Silber  | Gold       | Platin       | Diamant     | Verkäufe    | Quellen                                                    |
| -------------------------------------------------------------------------------------------- | ------- | ---------- | ------------ | ----------- | ----------- | ---------------------------------------------------------- |
| Australien (ARIA)                                                                            | —       | —          | 6× Platin6   | —           | 420.000     | aria.com.au                                                |
| Belgien (BRMA)                                                                               | —       | 2× Gold2   | —            | —           | 30.000      | ultratop.be                                                |
| Brasilien (PMB)                                                                              | —       | 2× Gold2   | Platin1      | —           | 70.000      | pro-musicabr.org.br                                        |
| Dänemark (IFPI)                                                                              | —       | 3× Gold3   | 6× Platin6   | —           | 445.000     | ifpi.dk                                                    |
| Deutschland (BVMI)                                                                           | —       | 2× Gold2   | —            | —           | 250.000     | musikindustrie.de                                          |
| Europa (IFPI)                                                                                | —       | —          | Platin1      | —           | (1.000.000) | ifpi.org                                                   |
| Frankreich (SNEP)                                                                            | —       | Gold1      | 3× Platin3   | —           | 450.000     | infodisc.fr                                                |
| Irland (IRMA)                                                                                | —       | Gold1      | —            | —           | 7.500       | irishcharts.ie                                             |
| Italien (FIMI)                                                                               | —       | Gold1      | 3× Platin3   | —           | 125.000     | fimi.it                                                    |
| Japan (RIAJ)                                                                                 | —       | 2× Gold2   | —            | —           | 200.000     | riaj.or.jp                                                 |
| Kanada (MC)                                                                                  | —       | 2× Gold2   | 9× Platin9   | Diamant1    | 1.600.000   | musiccanada.com                                            |
| Mexiko (AMPROFON)                                                                            | —       | Gold1      | Platin1      | —           | 90.000      | amprofon.com.mx                                            |
| Neuseeland (RMNZ)                                                                            | —       | Gold1      | 14× Platin14 | —           | 397.500     | radioscope.co.nz NZ2                                       |
| Niederlande (NVPI)                                                                           | —       | Gold1      | —            | —           | 30.000      | nvpi.nl                                                    |
| Norwegen (IFPI)                                                                              | —       | —          | 4× Platin4   | —           | 40.000      | ifpi.no (Memento vom 5. November 2012 im Internet Archive) |
| Österreich (IFPI)                                                                            | —       | 2× Gold2   | —            | —           | 30.000      | ifpi.at                                                    |
| Portugal (AFP)                                                                               | —       | Gold1      | —            | —           | 10.000      | Einzelnachweise                                            |
| Schweden (IFPI)                                                                              | —       | 2× Gold2   | —            | —           | 30.000      | sverigetopplistan.se                                       |
| Schweiz (IFPI)                                                                               | —       | Gold1      | Platin1      | —           | 45.000      | hitparade.ch                                               |
| Singapur (RIAS)                                                                              | —       | Gold1      | 2× Platin2   | —           | 25.000      | rias.org.sg                                                |
| Spanien (Promusicae)                                                                         | —       | 2× Gold2   | 4× Platin4   | —           | 300.000     | elportaldemusica.es                                        |
| Vereinigte Staaten (RIAA)                                                                    | —       | 5× Gold5   | 21× Platin21 | Diamant1    | 33.500.000  | riaa.com                                                   |
| Vereinigtes Königreich (BPI)                                                                 | Silber1 | Gold1      | 8× Platin8   | —           | 4.800.000   | bpi.co.uk                                                  |
| Insgesamt                                                                                    | Silber1 | 34× Gold34 | 84× Platin84 | 2× Diamant2 |             |                                                            |